# Starý Jičín

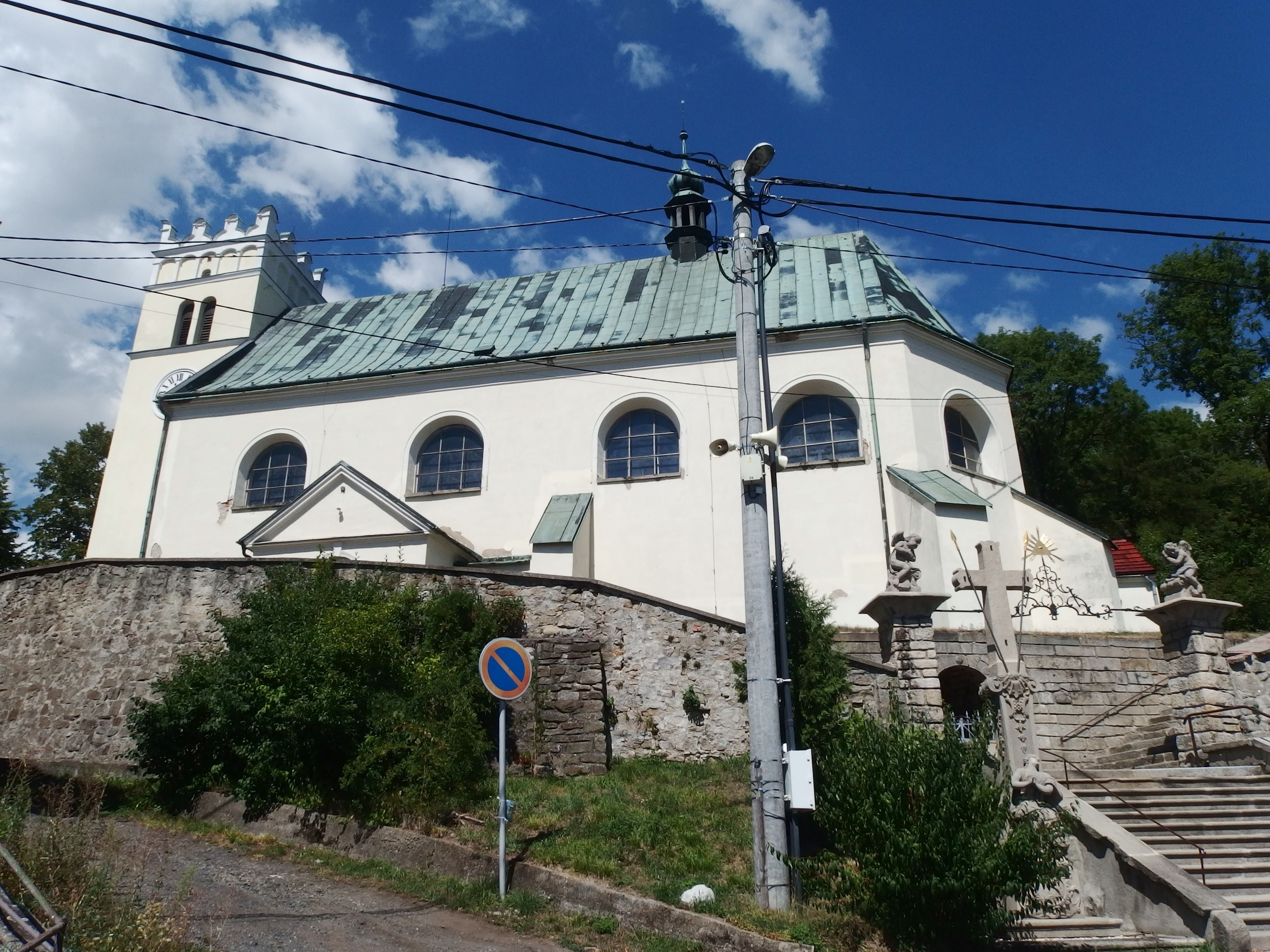
Kirche des hl. Wenzel

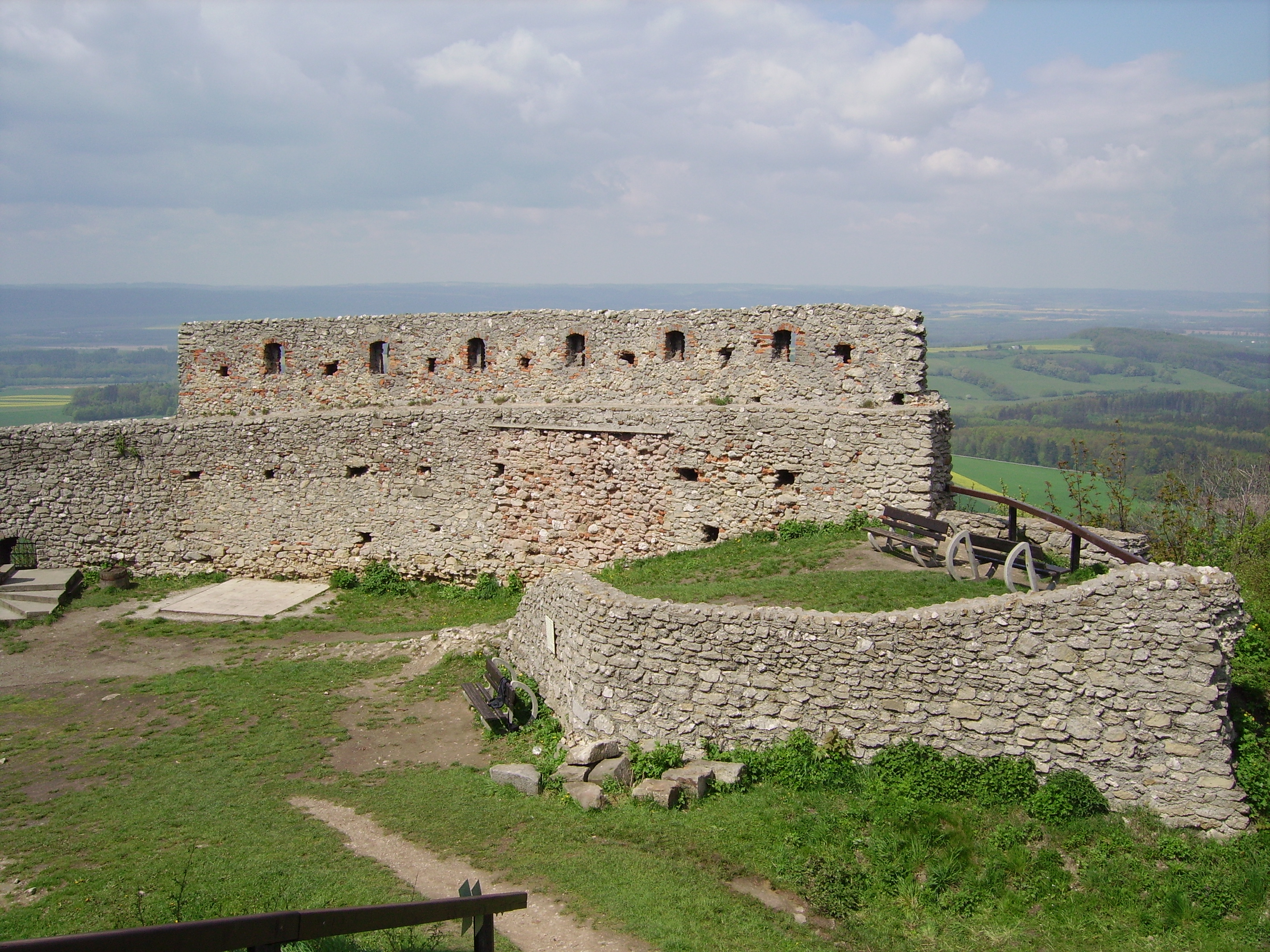
Burgruine

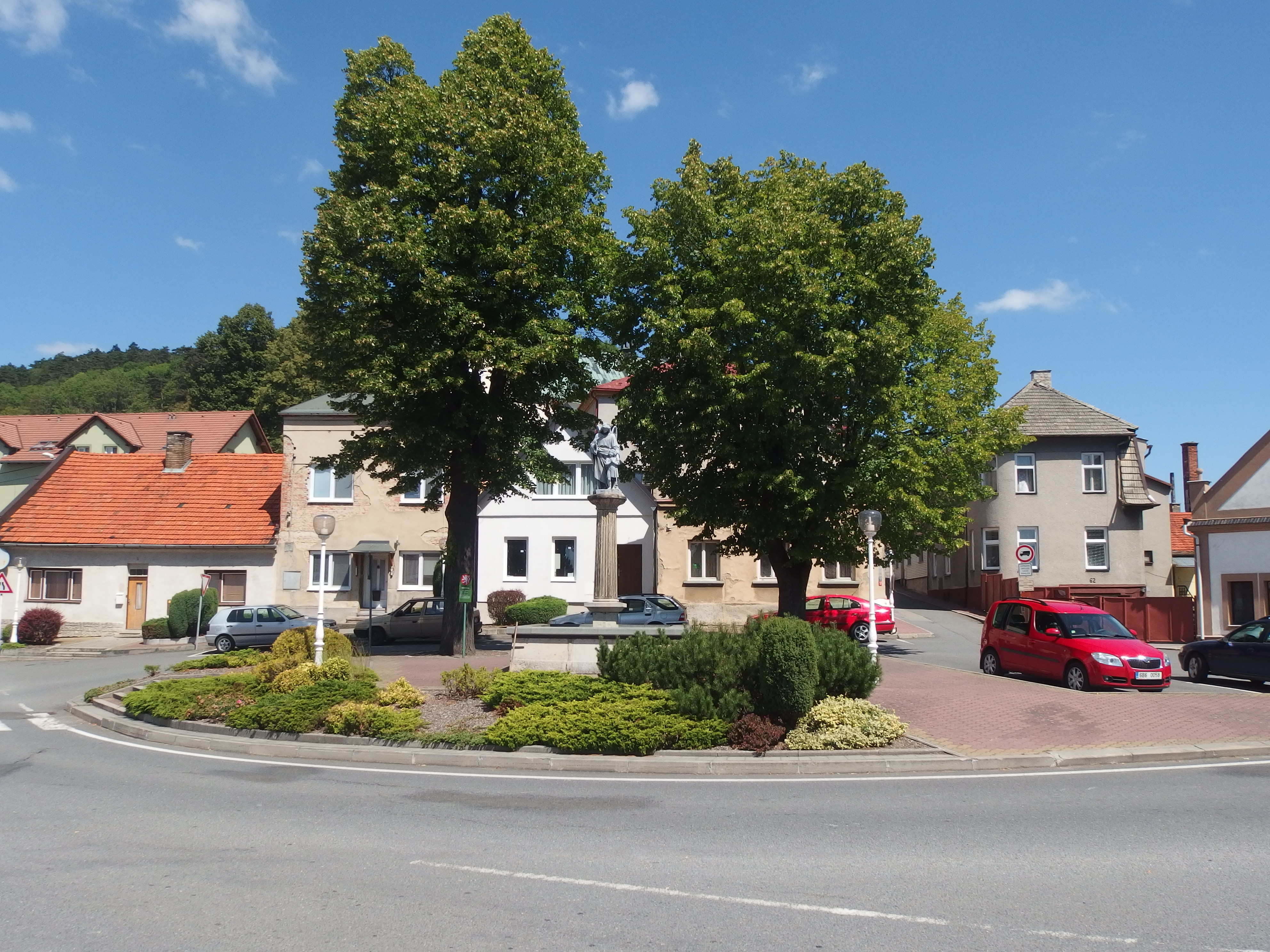
Marktplatz

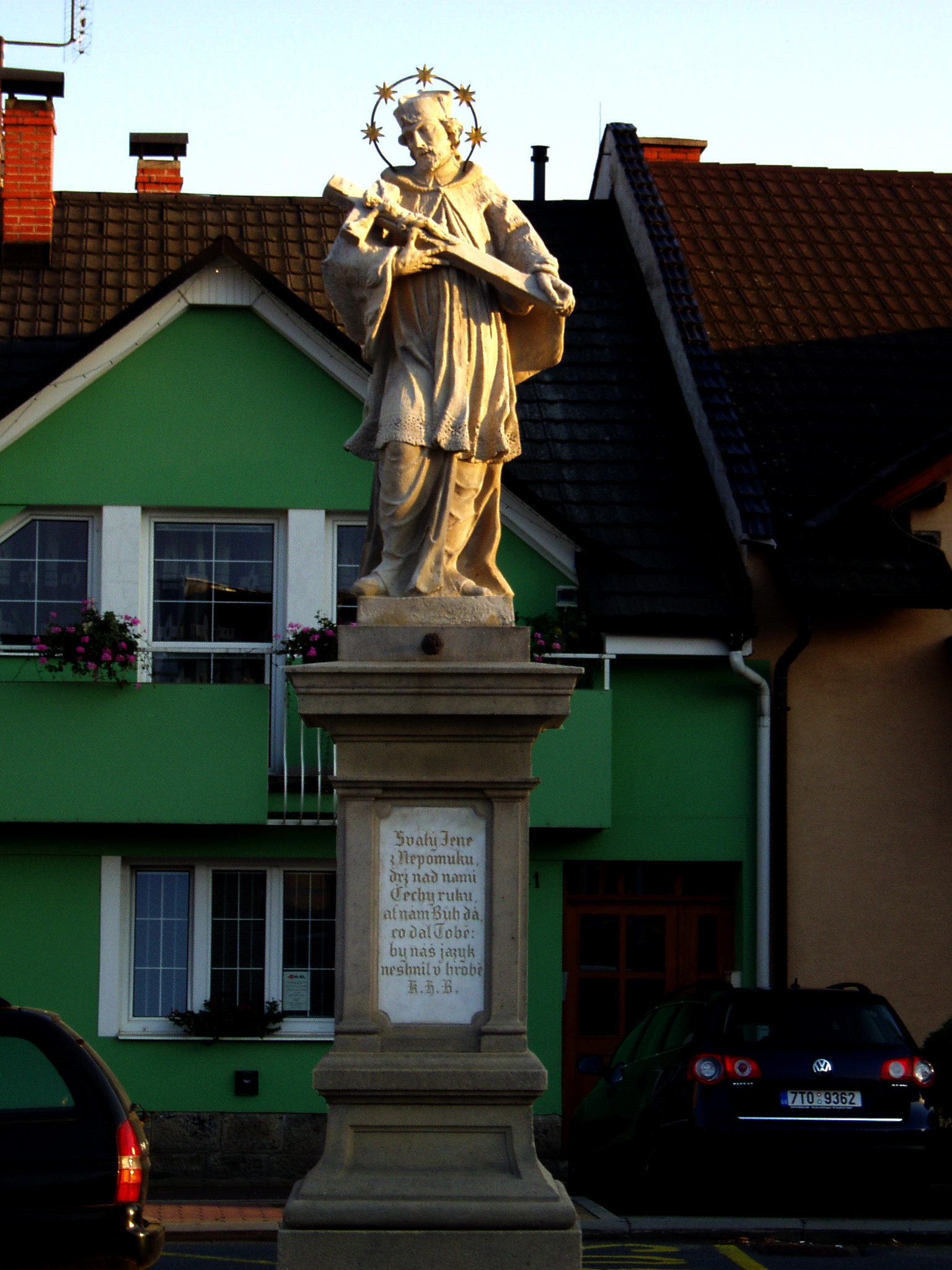
Statue des hl. Johannes von Nepomuk

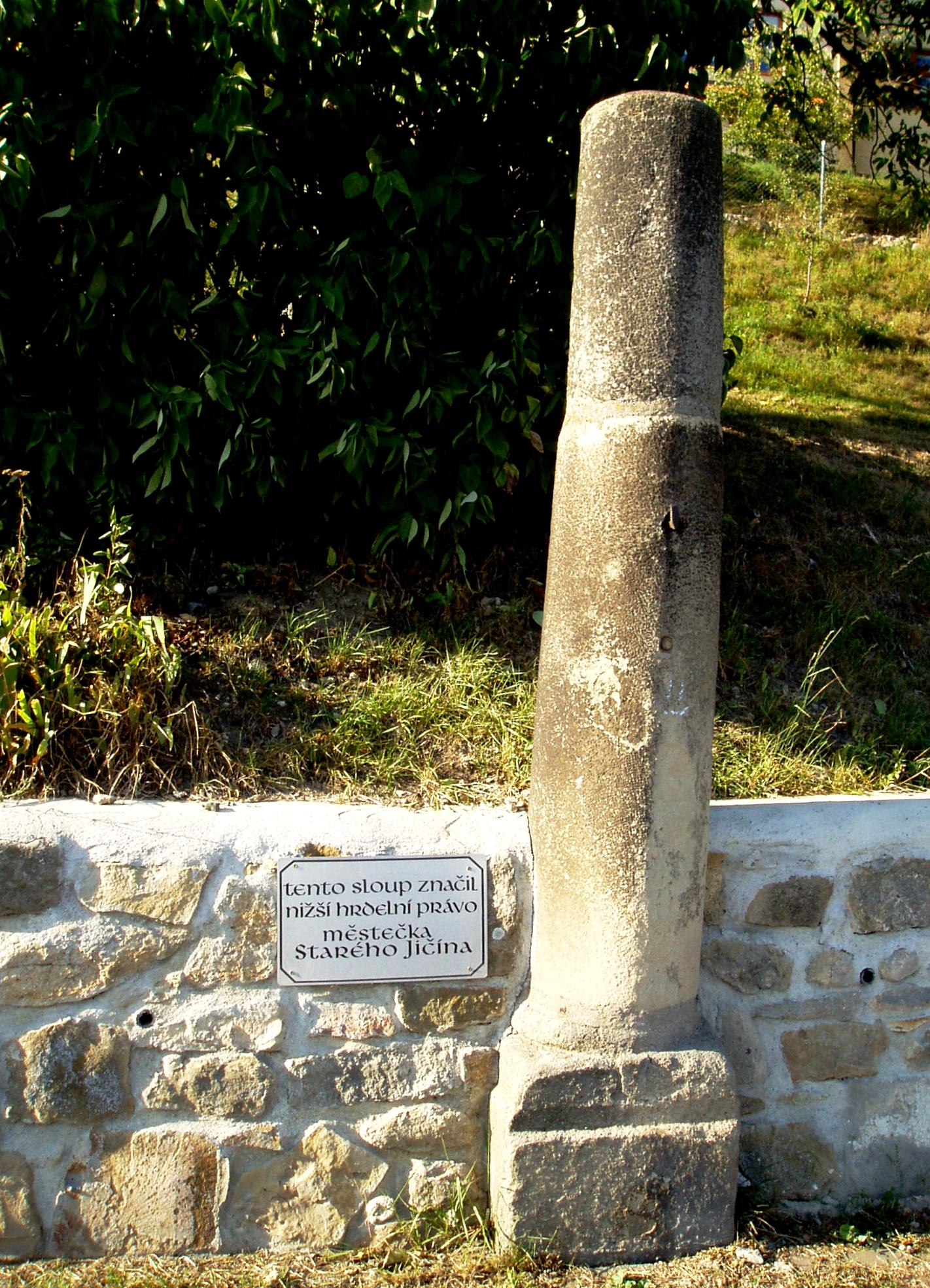
Pranger

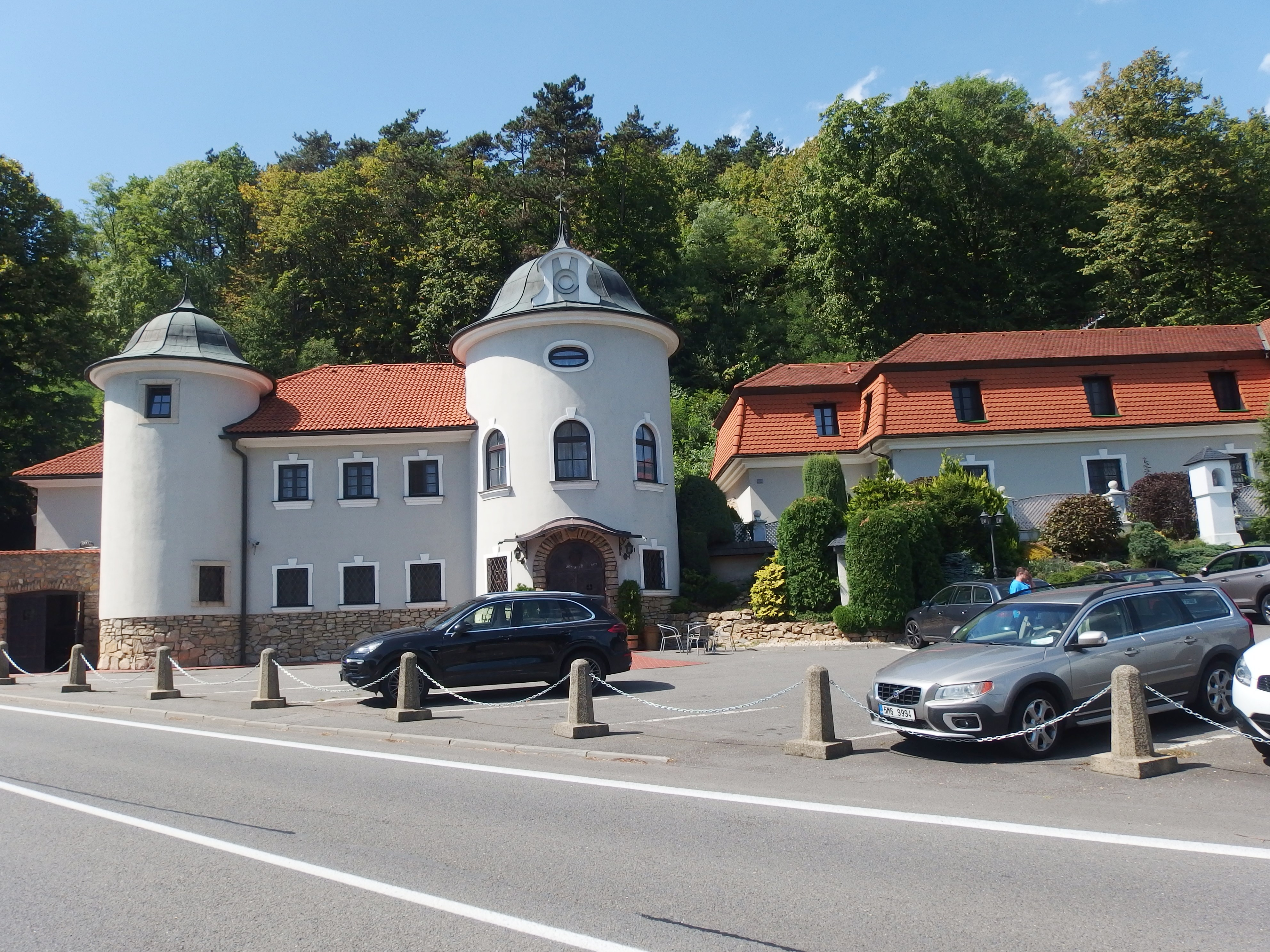
Ehemaliges Amtshaus

Starý Jičín (deutsch Alt Titschein, auch Alttitschein) ist eine Gemeinde in Tschechien. Sie liegt vier Kilometer südwestlich von Nový Jičín und gehört zum Okres Nový Jičín.

## Geographie
Starý Jičín befindet sich am südlichen Fuße des Starojický kopec (Burgberg, 496 m n.m.) über dem Tal der Grasmanka in den Ausläufern der Podbeskydská pahorkatina (Vorbeskidenhügelland). Am südlichen Ortsrand verläuft die Staatsstraße I/48 zwischen Bělotín und Nový Jičín. Südöstlich erhebt sich der Svinec (Schwinz, 546 m n.m.).
Nachbarorte sind Obora und Bernartice nad Odrou im Norden, Loučka im Nordosten, Bludovice im Osten, Čertův Mlýn und Kojetín im Südosten, Jičina im Süden, Palačov und Vysoká im Südwesten, Starojická Lhota im Westen sowie Polouvsí und Vlčnov im Nordwesten.

## Geschichte
Wegen seiner herausragenden Lage, die einen weiten Überblick über das Oderbecken bot, war der Starojický kopec bereits in der Frühzeit besiedelt. Nach der slawischen Landnahme entstand auf dem Berg eine Wachtburg, an deren Stelle am Übergang vom 12. zum 13. Jahrhundert an der von Mähren nach Polen führenden Bernsteinstraße eine bedeutsame Grenzburg erbaut wurde, der der Schutz des weiten Gebietes zwischen den Oderbergen und dem Betschwatal oblag. Das am Fuße des Burgberges angelegte Suburbium Giczin wurde im Jahre 1201 erstmals in einer Urkunde des Klosters Hradisko erwähnt. Mit dem zu Beginn des 13. Jahrhunderts einsetzenden Landesausbau wurde Giczin zum Markt erhoben und Zentrum einer aus den neu angelegten Dörfern gebildeten Herrschaft. Um 1230 erwarb Arnold von Hückeswagen die Herrschaft. Die erste urkundliche Erwähnung der Burg Tycin erfolgte am 14. Juli 1240. Im Jahre 1280 ist Bludo von Giczin und acht Jahre später dessen gleichnamiger Sohn als Besitzer nachweislich. Zu Beginn des 14. Jahrhunderts erwarben die Herren von Krawarn die Herrschaft Tyczin. In diese Zeit fällt wahrscheinlich auch die Gründung der Stadt Tyczin, die seit 1313 belegt ist. Seit 1376 wurde der alte Marktort zur Unterscheidung von der Stadt Nowy Tyczin als Stary Tyczin (Starý Jičín) bezeichnet. Nach dem Tode des Wok (IV.) von Krawarn auf Titschein erbte 1406 dessen minderjähriger Sohn Jan die Herrschaft. Als Woks Schwester Anna von Krawarn zum Nachteil des Haupterben noch ihre Schwester Eliška und deren Sohn Ctibor von Cimburg und Křídlo in Gemeinschaft auf die Burg Titschein und die halbe Stadt Neu Titschein aufnahm, legten dessen Vormünder Peter von Krawarn und Straßnitz, Johann von Lomnitz und Benedikt von Krumau dagegen Protest ein. Wahrscheinlich erfolgte aber bald eine Einigung. Mit dem Tode des Jan von Krawarn erlosch 1434 die Linie der Herren von Krawarn auf Fulnek und Titschein. Im Jahre 1437 veräußerten seine Testamentsvollstrecker das zur Herrschaft gehörige Dorf Bartošovice an Drslav und Barbara von Ochab. Zeitgleich verkauften auch die Nachlassverwalter des Ctibor von Cimburg mehrere Dörfer der Herrschaften Titschein und Stramberg an Wilhelm Puklitz von Posoritz. Nachfolgende Besitzer der Herrschaft Titschein waren die Herren von Boskowitz. 1480 nahm die Witwe des Heinrich von Boskowitz, Kunka geborene von Cimburg, ihren zweiten Mann Peter Graf von St. Jörgen und Pößing in Gemeinschaft auf die Herrschaften Titschein und Rožnov. Dieser übertrug 1492 die Morgengabe von 5000 Gulden seiner zweiten Frau Sophia von Waldstein von Hustopetsch auf Titschein. 1497 verkaufte Peter von St. Jörgen und Pößing die Herrschaft Titschein mit der Stadt Neu Titschein, dem Städtchen Alt Titschein sowie den Dörfern Luczka, Bernartice, Palaczow, Peterkowice, Ssanow, Wysoka, Milotice, Janowitze, Horka, Lhota, Porub, Strannik, Hostawcewice, Kojetin, Kunwald und Gesenicy an Johann von Kunowitz, der zwei Jahre später Johann von Proskau darauf in Gemeinschaft nahm. Im Jahre 1500 verkaufte Johann von Kunowitz die Herrschaft Titschein einschließlich des Städtchens Hustopetsch an die Brüder Viktorin, Bartholomäus, Georg und Bernard von Zierotin. Viktorin, der ab 1515 alleiniger Eigentümer der Herrschaft Titschein war, vererbte sie 1533 seinen Söhnen Wilhelm und Friedrich. Wilhelm von Zierotin erhielt dabei die Burg Titschein mit dem Städtchen Alt Titschein und den zugehörigen Dörfern; sein Bruder Friedrich bekam die Burg und das Städtchen Stramberg sowie die Stadt Neu Titschein einschließlich mehrerer von der Herrschaft Titschein abgetrennter Dörfer. 1558 kaufte sich die wohlhabende Stadt Neu Titschein aus der Untertänigkeit zur Herrschaft Titschein frei und wurde zur Kammerstadt erhoben. 1569 fiel Wilhelms Erbe seinem minderjährigen Sohn Karl von Žerotín zu, der auch die Güter Holeschau und Hustopetsch erwarb. Im Jahre 1600 überließ Karl von Žerotín die Herrschaft Titschein seinem Sohn Viktorin, der sie an Wilhelm Friedrich von Žerotín vererbte. Dieser wurde nach der Schlacht am Weißen Berg wegen seiner Teilnahme am mährischen Ständeaufstand von 1620 mit den Verlust seiner Güter bestraft. König Ferdinand II. veräußerte die Herrschaft Titschein an Wolfgang Friedrich Hofmann von Grünbüchel und Strechau, der gegenüber Wilhelm Friedrich von Žerotín eine Schuldforderung von 57.000 Gulden hatte. Nach Hofmann von Grünbüchels Tod bemächtigte sich Niklas von Tersatz der Herrschaft und vererbte sie den Agramer Jesuiten. Der Vormund von Hofmanns minderjährigen Erben, Johann von Rottal, führte danach einen langen Rechtsstreit mit den Jesuiten und konnte die Herrschaft am 16. Juli 1651 zurück erlangen. Am 14. Juni 1678 teilten die Schwestern Johanna Maria und Maria Elisabeth Hofmann von Grünbüchel, beide verheiratete Gräfinnen von Dietrichstein-Weichselstädt das väterliche Erbe. Johanna Maria erhielt die Güter Alt Titschein, Löschna und Uhrschitz sowie ein Haus in Brünn; ihre jüngere Schwester die Güter Unter Langendorf und Janowitz sowie ein Haus in Olmütz. Das Gut Uhrschitz verkaufte Johanna Maria von Dietrichstein-Weichselstädt noch im selben Jahre. Ab 1686 verwaltete ihr Witwer, Georg Siegfried von Dietrichstein-Weichselstädt, die Herrschaften Alt Titschein und Janowitz die Töchter Ernestina und Maria Theresia. Letztere verkaufte die Herrschaft Alt Titschein mit dem Halsgericht, der Burg und dem Städtchen Alt Titschein, den Dörfern Giczin, Ehrenberg, Kogetein, Stranikh, Hostaschowitz, Janowitz, Petrzikowitz, Paltschendorf, Katzendorf, Poruba, Hurka und Wolfsdorf sowie weiterem Zubehör am 26. Juli 1706 für 90.000 Rheinische Gulden sowie 200 Dukaten und einem polnischen Klepper als Schlüsselgeld an Anton von Zeno zum Danhaus. Anton von Zeno ließ in den Jahren 1724–1726 am Fuße des Burgberges ein neues Schloss erbauen und gab die alte Burg auf. Nachdem Zeno 1738 verstorben war, besaßen die Erben die auf 200.000 Gulden geschätzte Herrschaft gemeinschaftlich, bis sie 1745 nach Erbvergleich dem Sohn Wenzel († 1761) zufiel. Wegen dessen Verschwendung wurde die Verwaltung der Herrschaft seinem älteren Bruder Sebastian übertragen. 1748 stiftete Sebastian von Zeno in Alt Titschein ein Spital. Am 27. September 1762 kaufte Sebastian von Zeno zum Danhaus mit Einwilligung seiner beiden Brüder die Herrschaft. 1772 veräußerte Sebastian von Zeno die Herrschaft mit der alten Burg, dem neuen Schloss und allem Zubehör für 220.000 Rheinische Gulden und 200 Dukaten Schlüsselgeld an Christian August von Seilern. Dieser vererbte Alt Titschein 1801 seinem Sohn jüngsten Karl (1754–1806). 1812 traten dessen Erben, die Witwe Maximiliana, geborene von Wurmbrand-Stuppach (1770–1830), sowie deren Kinder Josef August von Seilern, Josef Johann von Seilern, Crescence von Zichý und Johanna von Fahnenberg den Besitz an. Am 30. März 1829 kaufte Josef Johann von Seilern und Aspang die Herrschaft für 185.000 Gulden von seinen Miterben. Nach dem Tod von Maximiliana von Seilern und Aspang wurde das Schloss kaum noch bewohnt.
Im Jahre 1835 umfasste die im Prerauer Kreis gelegene Allodialherrschaft Alt Titschein bzw. Stary Giczyn eine Nutzfläche von 9192 Joch. Auf dem Gebiet lebten im Städtchen Alt Titschein sowie den Dörfern Ehrenberg, Hostaschowitz, Hurka, Janowitz, Itschina, Katzendorf, Kojetein, Palzendorf, Petřikowitz, Poruba, Stranik und Wolfsdorf insgesamt 4624 Personen, davon 4547 Katholiken, 60 Protestanten (A.B.) und 17 Juden. Mit Ausnahme von Hurka, Ehrenberg und Katzendorf, wo auch deutsch gesprochen wurde, war die Herrschaft mährischsprachig. Haupterwerbsquellen waren die Landwirtschaft und die Viehzucht, das Gewerbe war unbedeutend und bestand vor allem aus Schustern, Schneidern und Webern. Trivialschulen bestanden in Alt Titschein, Hostaschowitz, Ehrenberg und Katzendorf. Die herrschaftlichen Wälder hatten eine Ausdehnung von 1566 Joch 442 Quadratklafter und wurden durch drei Forstreviere in Domoratz, Alt Titschein und Poruba bewirtschaftet. Die Herrschaft unterhielt fünf Meierhöfe in Alt Titschein, Katzendorf, Hurka, Kersch (Palačovská Keř) und Poruba. Das Städtchen Alt Titschein bzw. Stary Gyčin lag an der von Mährisch Weißkirchen nach Galizien führenden Poststraße und bestand aus 89, fast durchweg hölzernen Häusern, in denen 560 Personen lebten. Im Ort gab es ein herrschaftliches Schloss, ein Amtshaus mit dem Sitz des Wirtschaftsamtes, einen Meierhof, ein Brauhaus, ein Branntweinhaus, ein Einkehrwirtshaus und ein Spital. Unter herrschaftlichem Patronat standen die Pfarrkirche St. Wenzel und die Trivialschule. In dem Städtchen wurde drei Jahrmärkte mit Roß- und Viehmärkten abgehalten. Alt Titschein war Pfarrort für Ehrenberg, Gitschina, Janowitz, Hurka, Katzendorf, Kojetein, Palzendorf, Petřikowitz, Stranik und Wolfsdorf. Bis zur Mitte des 19. Jahrhunderts war Alt Titschein der Amtssitz der gleichnamigen Herrschaft.
Nach der Aufhebung der Patrimonialherrschaften bildete Starý Jičín /Alt Titschein ab 1849 mit der Ansiedlung Palačovská Keř eine Marktgemeinde im Gerichtsbezirk Neutitschein. Ab 1869 gehörte Starý Jičín zum Bezirk Neutitschein. 1875 verkaufte Karl Maximilian von Seilern und Aspang das Schloss für 2500 Gulden an die Gemeinden Starý Jičín, Vlčnov, Jičina und Kojetín, die es zu einer Schule umbauten. Im Jahre 1905 erwarb Friedrich Deym von Střítež die Grundherrschaft Starý Jičín für 550.000 Kronen. Nach dem Münchner Abkommen wurde der überwiegend von Tschechen bewohnte Markt Starý Jičín 1938 – ohne Palačovská Keř – dem Deutschen Reich zugeschlagen und gehörte bis 1945 zum Landkreis Neu Titschein. Nach dem Ende des Zweiten Weltkrieges kam die Gemeinde zur Tschechoslowakei zurück. 1949 erfolgte die Eingemeindung von Vlčnov. Mit Beginn des Jahres 1979 wurden Heřmanice u Polomi (mit Dub), Janovice, Jičina, Palačov (mit Palačovská Keř), Petřkovice und Starojická Lhota eingemeindet. 1996 wurde die Gemeinde Starý Jičín Eigentümer der Burgruine. Die Ansiedlung Palačovská Keř wurde im Zuge des Baus der neuen Staatsstraße I/48 abgebrochen. Am 1. Januar 2018 hatte die Gemeinde 2863 Einwohner, von denen 488 im Kernort Starý Jičín lebten.

## Gemeindegliederung
Die Gemeinde Starý Jičín besteht aus den Ortsteilen Dub (Daub), Heřmanice (Hermitz), Janovice (Janowitz), Jičina (Itschina), Palačov (Palzendorf), Petřkovice (Petrzkowitz), Starojická Lhota (Katzendorf), Starý Jičín (Alt Titschein) und Vlčnov (Wolfsdorf). Grundsiedlungseinheiten sind Dub, Heřmanice, Janovice, Jičina, Palačov, Petřkovice, Starojická Lhota, Starý Jičín, Vlčnov und Žlabec.
Das Gemeindegebiet gliedert sich in die Katastralbezirke Dub u Nového Jičína, Heřmanice u Polomi, Janovice u Nového Jičína, Jičina, Palačov, Petřkovice u Starého Jičína, Starojická Lhota, Starý Jičín und Vlčnov u Starého Jičína.

## Söhne und Töchter der Gemeinde
- Augustin II. Pavel Vahala (1802–1877), Bischof von Leitmeritz, geboren in Palačov

## Sehenswürdigkeiten
- Burgruine Starý Jičín auf dem Starojický kopec
- Kirche des hl. Wenzel, sie ist seit 1376 nachweisbar.[8] An der Kirche befindet sich die Gruft der Familie Deym von Střítež.[9]
- Statue des hl. Johannes von Nepomuk auf dem Marktplatz
- Pranger auf dem Marktplatz
- Brunnen mit Bronzefigur des Schutzengels auf dem Markt
- ehemaliges Schloss Starý Jičín, erbaut 1724–1726 für Anton von Zeno zum Danhaus, beim Umbau zur Schule wurden die meisten architektonischen Elemente entfernt.[10]
- Ehemaliges Amtshaus, heute Restaurant und Hotel Zámeček
- Statuen der hll. Florian und Wendelin, am Garten des Hauses Nr. 96
- Augenbrünnel (Oční studánka) mit zwei Kapellen, am Fuße des Svinec